# Federico Moretti (calciatore)
Federico Moretti (Genova, 28 ottobre 1988) è un ex calciatore italiano, tecnico della formazione Under 18 del Genoa.

## Caratteristiche tecniche
Centrale dal grande senso tattico, viene spesso utilizzato per calciare le punizioni. Può essere impiegato anche come mediano o più delle volte come trequartista offensivo.

## Carriera

### Club
Muove i suoi primi passi nel settore giovanile della Sampdoria, prelevato dal Bogliasco all'età di 10 anni, per poi approdare nel vivaio del Parma. Dopo essere entrato nel giro della prima squadra dove viene convocato varie volte sia in campionato che in Coppa Italia, il 29 novembre 2006 esordisce tra i professionisti oltre che nelle competizioni europee, rimanendo in campo per tutti i 90 minuti in occasione di Lens-Parma (1-2), partita valevole per la fase a gironi di Coppa UEFA. Il 15 dicembre 2006 sottoscrive il suo primo contratto da professionista con la società ducale.
Il 18 maggio 2008 all'ultima giornata esordisce in Serie A nel corso di Parma-Inter (0-2), subentrando nei minuti finali al posto di Parravicini.
Il 16 luglio 2008 passa in prestito al Varese, in Lega Pro Seconda Divisione, Nel corso della stagione segna i suoi primi gol in carriera (nella Coppa Italia Lega Pro, aiutando la squadra al termine della stagione a vincere il campionato. Tornato a Parma, L'11 luglio 2009 passa a titolo definitivo al Catania. Fa il suo esordio con il club etneo il 2 dicembre 2009 nella Coppa Italia, segnando all'esordio la rete del momentaneo 1-0, nella partita che terminerà poi 2-0 per la sua squadra ai danni dell'Empoli passando il turno. Durante l'annata viene utilizzato col contagocce scendendo in campo solo in due occasioni in campionato, entrambi da subentrato.
Il 25 giugno 2010 passa in comproprietà all'Ascoli. Nell'arco della stagione si rivela uno dei migliori giocatori del club ascolano andando a segno ben 4 volte su 37 partite. Il 20 giugno 2011 la compartecipazione viene risolta a favore del Catania. Facendolo rimanere nell'organico ed impiegandolo per tutti i 90 minuti nella vittoria per 2-1 contro il Brescia valevole per il 3º Turno di Coppa Italia.
Il 31 agosto 2011 viene ceduto in prestito con diritto di riscatto al Grosseto, in Serie B. Il 17 dicembre durante la partita disputata contro l'Empoli, riporta la rottura del crociato anteriore sinistro. Rientra in campo il 20 maggio 2012 alla penultima giornata di campionato contro l'Empoli, subentrando al 30' della ripresa al posto di Sciacca. e chiudendo la stagione con 13 presenze e zero gol.
Il 31 agosto 2012 passa in prestito al Modena. giocando una buona stagione segnando un gol in 33 partite. L'11 luglio passa in prestito con diritto di riscatto della metà del cartellino allo Spezia. Dopo aver trovato poco spazio nella formazione spezina di mister Michele Serena, scendendo in campo in 13 occasioni di cui solo tre volte partito titolare, il 20 gennaio 2014 si trasferisce in prestito al Padova.
Esordisce con il club euganeo quattro giorni dopo nella sconfitta interna contro il Trapani. Il 5 aprile segna il suo primo gol con la maglia biancorossa contro la sua ex squadra lo Spezia, al termine della stagione dopo 16 presenze ed una rete non viene riscattato tornando ancora una volta al Catania.
Il 15 settembre passa a titolo temporaneo al ripescato Vicenza, in Serie B. L'8 novembre 2014 mette a segno una doppietta, la prima in carriera (entrambe le reti su calcio di punizione) ai danni della Pro Vercelli. Durante la stagione si rivela uno dei migliori centrocampisti del campionato oltre che della sua squadra, aiutandola al termine della stagione con 36 presenze e ben 7 gol a raggiungere il terzo posto finale e le semifinali dei play-off.
Tornato dal prestito dal Vicenza a Catania, resta svincolato per difficoltà del club coinvolto in calcioscommesse; il 13 agosto 2015 sottoscrive un triennale con il Latina, ma l'11 gennaio 2016 torna già in biancorosso sempre in prestito. Il 14 gennaio 2017, dopo aver collezionato soltanto sei presenze totali con la squadra pontina nella prima parte di stagione (di cui due in Coppa Italia), rescinde il contratto che lo legava al club nerazzurro.
Poche ore dopo viene ingaggiato dall'Avellino, con cui si lega fino al giugno 2019. In occasione del suo debutto casalingo, il 28 gennaio contro la Virtus Entella, mette a segno la sua prima rete irpina che vale il 2-2 finale.
Rimasto svincolato, il 2 febbraio 2019 si accasa all'Albissola, club ligure neopromosso in Serie C. Esordisce il 10 febbraio nel pareggio esterno contro il Piacenza, mette a segno la sua prima ed unica rete il 13 aprile contro il Siena nella vittoria casalinga avvenuta per 3-2. Con 11 presenze ed una rete riesce a salvare la squadra alla penultima giornata, salvo vedere al termine della stagione il club non rinnovare l’iscrizione per la mancanza di uno stadio idoneo a disputare le partite di terza serie, ripartendo dalla Seconda Categoria.
Il 24 luglio 2019 voluto fortemente da mister Giuseppe Sannino suo allenatore ai tempi del Varese, firma un contratto biennale con il club ungherese dell'Honved, squadra di Budapest. iniando così la sua prima esperienza all'estero. Esordisce nel ritorno del 2º turno di Europa League contro il CSU Craiova, esordendo in campionato l'11 agosto contro il Paks. Il 31 agosto dopo solo un mese trascorso in Ungheria rescinde il contratto per motivi familiari, decidendo di abbandonare definitivamente il calcio professionistico.
Il 4 agosto 2019 firma con il Busalla compagine ligure militante in Eccellenza.

### Nazionale
Dal 2004 al 2005 ha esordito nel giro della nazionale giovanile con l'Under-16 raccogliendo 6 presenze ed un gol, successivamente è stato un punto fermo sia dell'Under-17 con 12 presenze e 2 reti, sia dell'Under-18 con 11 presenze ed un gol. Dal 2007 fino al 2009 è stato convocato dal ct Francesco Rocca con l'Under-20 con 7 presenze all'attivo, nel 2009 viene convocato per alcune partite amichevoli da Pierluigi Casiraghi ct dell'Under-21 rimanendo tuttavia sempre in panchina.

### Allenatore
Nel 2022, dopo aver conseguito il titolo di patentino di Allenatore UEFA B, diventa collaboratore tecnico del settore giovanile del Genoa, come responsabile Tecnica Individuale del Settore Giovanile.
Nel 2023, gli viene affidata la guida della Squadra Under 13 del Genoa.
Nel 2024, gli viene affidata la guida della Squadra Under 14 del Genoa

## Statistiche

### Presenze e reti nei club
| Stagione        | Squadra         | Campionato      | Campionato | Campionato | Coppe nazionali | Coppe nazionali | Coppe nazionali | Coppe continentali | Coppe continentali | Coppe continentali | Altre coppe | Altre coppe | Altre coppe | Totale | Totale |
| Stagione        | Squadra         | Comp            | Pres       | Reti       | Comp            | Pres            | Reti            | Comp               | Pres               | Reti               | Comp        | Pres        | Reti        | Pres   | Reti   |
| --------------- | --------------- | --------------- | ---------- | ---------- | --------------- | --------------- | --------------- | ------------------ | ------------------ | ------------------ | ----------- | ----------- | ----------- | ------ | ------ |
| 2006-2007       | Parma           | A               | 0          | 0          | CI              | 0               | 0               | CU                 | 1                  | 0                  | -           | -           | -           | 1      | 0      |
| 2007-2008       | Parma           | A               | 1          | 0          | CI              | 0               | 0               | -                  | -                  | -                  | -           | -           | -           | 1      | 0      |
| Totale Parma    | Totale Parma    | Totale Parma    | 1          | 0          |                 | 0               | 0               |                    | 1                  | 0                  |             | -           | -           | 2      | 0      |
| 2008-2009       | Varese          | 2D              | 7          | 0          | CI-LP           | 5               | 2               | -                  | -                  | -                  | SdL-2D      | 1           | 0           | 13     | 2      |
| 2009-2010       | Catania         | A               | 2          | 0          | CI              | 3               | 1               | -                  | -                  | -                  | -           | -           | -           | 5      | 1      |
| 2010-2011       | Ascoli          | B               | 37         | 4          | CI              | 1               | 0               | -                  | -                  | -                  | -           | -           | -           | 38     | 4      |
| ago. 2011       | Catania         | A               | 0          | 0          | CI              | 1               | 0               | -                  | -                  | -                  | -           | -           | -           | 1      | 0      |
| Totale Catania  | Totale Catania  | Totale Catania  | 2          | 0          |                 | 4               | 1               |                    | -                  | -                  |             | -           | -           | 6      | 1      |
| ago. 2011-2012  | Grosseto        | B               | 13         | 0          | CI              | -               | -               | -                  | -                  | -                  | -           | -           | -           | 13     | 0      |
| 2012-2013       | Modena          | B               | 33         | 1          | CI              | 0               | 0               | -                  | -                  | -                  | -           | -           | -           | 33     | 1      |
| 2013-gen. 2014  | Spezia          | B               | 11         | 0          | CI              | 1               | 0               | -                  | -                  | -                  | -           | -           | -           | 12     | 0      |
| gen.-giu. 2014  | Padova          | B               | 16         | 1          | CI              | -               | -               | -                  | -                  | -                  | -           | -           | -           | 16     | 1      |
| 2014-2015       | Vicenza         | B               | 34+2       | 6+1        | CI              | 0               | 0               | -                  | -                  | -                  | -           | -           | -           | 36     | 7      |
| 2015-gen. 2016  | Latina          | B               | 15         | 0          | CI              | 0               | 0               | -                  | -                  | -                  | -           | -           | -           | 15     | 0      |
| gen.-giu. 2016  | Vicenza         | B               | 21         | 0          | CI              | -               | -               | -                  | -                  | -                  | -           | -           | -           | 21     | 0      |
| Totale Vicenza  | Totale Vicenza  | Totale Vicenza  | 55+2       | 7          |                 | 0               | 0               |                    | -                  | -                  |             | -           | -           | 57     | 7      |
| 2016-gen. 2017  | Latina          | B               | 4          | 0          | CI              | 2               | 0               | -                  | -                  | -                  | -           | -           | -           | 6      | 0      |
| Totale Latina   | Totale Latina   | Totale Latina   | 19         | 0          |                 | 2               | 0               |                    | -                  | -                  |             | -           | -           | 21     | 0      |
| gen.-giu. 2017  | Avellino        | B               | 17         | 1          | CI              | -               | -               | -                  | -                  | -                  | -           | -           | -           | 17     | 1      |
| 2017-2018       | Avellino        | B               | 16         | 1          | CI              | 2               | 0               | -                  | -                  | -                  | -           | -           | -           | 18     | 2      |
| Totale Avellino | Totale Avellino | Totale Avellino | 33         | 2          |                 | 2               | 0               |                    | -                  | -                  |             | -           | -           | 35     | 2      |
| feb.-giu. 2019  | Albissola       | C               | 11         | 1          | CIC             | 2               | 0               | -                  | -                  | -                  | -           | -           | -           | 13     | 1      |
| lug.-ago. 2019  | Honvéd          | NBI             | 1          | 0          | MK              | 0               | 0               | UEL                | 1                  | 0                  | -           | -           | -           | 2      | 0      |
| Totale carriera | Totale carriera | Totale carriera | 239+2      | 15+1       |                 | 17              | 3               |                    | 2                  | 0                  |             | 1           | 0           | 261    | 19     |

## Palmarès
- Lega Pro Seconda Divisione: 1

Varese: 2008-2009